# Telmatobius zapahuirensis
Telmatobius zapahuirensis és una espècie de granota que viu a Xile i, possiblement també, al Perú.
Està amenaçada d'extinció per la pèrdua del seu hàbitat natural.